# Africactenus acteninus
Africactenus acteninus là một loài nhện trong họ Ctenidae.
Loài này thuộc chi Africactenus. Africactenus acteninus được Pierre L. G. Benoit miêu tả năm 1974.